# Laurent Meyer

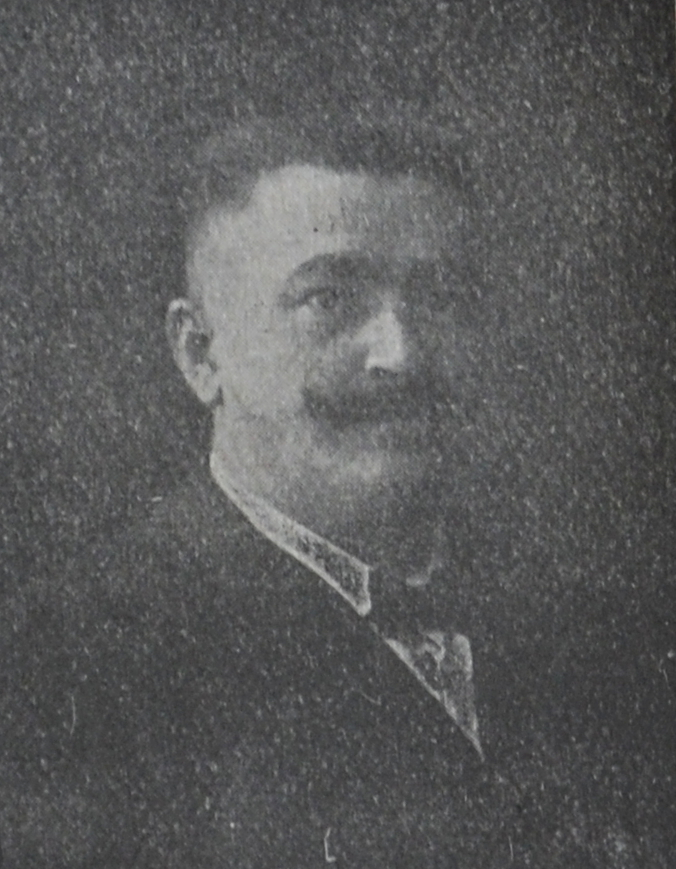
Laurent Meyer, 1911

Laurent Meyer (* 9. Dezember 1870 in Saarunion; † 14. Juli 1945 in Straßburg) war ein deutscher Politiker (SPD Elsaß-Lothringen).

## Leben und Wirken
Laurent Meyer machte nach dem Abschluss der Volksschule eine Ausbildung als Tischler. Bis 1906 arbeitete er als Tischlergeselle. 1897 bis 1918 war er Vorsitzender der Filiale des Holzarbeiterverbands in Straßburg. Vom Juli 1906 bis 1918 war er Angestellter des Holzarbeiterverbands in Straßburg.
Laurent Meyer war 1905 bis 1908 Mitglied des Gemeinderats in Straßburg. Er war seit der Landtagswahl 1911 bis 1918 für den Wahlkreis Markirch-Schnierlach Mitglied der Zweiten Kammer des Landtags des Reichslandes Elsaß-Lothringen für die SPD.
Seit 1898 trat er bei jeder Reichstagswahl erfolglos für die SPD an.
| Wahl                | Wahlkreis                                     |
| ------------------- | --------------------------------------------- |
| Reichstagswahl 1898 | Wahlkreis Elsaß-Lothringen 4 (Gebweiler)      |
| Reichstagswahl 1903 | Wahlkreis Elsaß-Lothringen 9 (Straßburg Land) |
| Reichstagswahl 1903 | Wahlkreis Elsaß-Lothringen 9 (Straßburg Land) |
| Reichstagswahl 1907 | Wahlkreis Elsaß-Lothringen 5 (Rappoltsweiler) |
| Reichstagswahl 1912 | Wahlkreis Elsaß-Lothringen 5 (Rappoltsweiler) |

Nachdem das Elsass wieder französisch geworden war, wurde er 1918 Mitglied der sozialistischen Partei SFIO. Er war als sécretaire de syndicat gewerkschaftlich und als adjoint au maire (1919), conseiller municipal und président du conseil d'administration des Hospices Civils in Straßburg sowie conseiller général du Bas-Rhin politisch tätig.